# GACKT
GACKT（ガクト、1973年7月4日 - ）は、日本の男性シンガーソングライター、俳優。
沖縄県出身。本名は大城 ガクト（おおしろ がくと）。旧芸名はGackt（読み同じ）、別名義は神威 楽斗（かむい がくと、Gackt Camui）。日本の個人事務所は（合）VENUS、ファンクラブ運営は（株）ファンタス。GACKTのファンの総称は「LOVERS」。マレーシア・クアラルンプール在住。

## 来歴
1973年7月4日、沖縄県に生まれる。3歳の頃ピアノの練習を開始し、11歳で一度中断するも14歳前後に友人の影響で再開する。後にドラムの演奏を始め、卒業後は水商売やディーラー、スタジオの音響などの仕事の傍らドラムのヘルプを続け、京都でYOUとバンドCains feelを立ち上げ、ボーカルを務める。人からの紹介でMALICE MIZERのManaとKöziに会い、MALICE MIZERへの加入を決め上京、1995年10月から1999年1月にかけて2代目ボーカルとして活動する。
- 1997年7月24日 - 西城秀樹ROCKトリビュートにFUMIHIKO KITSUTAKA'S"LOLA"（橘高文彦、満園庄太郎、小畑ポンプ、Gackt）として「傷だらけのローラ」歌唱参加。
- 1999年1月 - MALICE MIZERを脱退。
- 同年(1999年)にGacktとしてソロデビュー開始。
- 2002年9月22日 - 北京工人体育場で行われた「日中国交30周年記念コンサート」に出演。
- 2003年10月2日 - さいたまスーパーアリーナで行われたDream Power ジョン・レノン スーパー・ライヴに出演。
- 2003年10月30日 - GACKTが創造し続ける壮大なMOONワールドの断片が小説という形で生まれ落ちた書籍「MOON CHILD 鎮魂歌 レクイエム篇」を発売。
- 2005年12月24日 - 自身初の東京ドームライブを決行。
- 2006年1月14日 - ソウルオリンピックスタジアムにおいて、日本と全く同じ規模と内容のコンサートを行う。
- 2006年2月28日 - 兵庫県立舞子高等学校の卒業式来校を依頼され、卒業生・在校生の前で未発表曲「野に咲く花のように」を披露[17]。同曲は翌年にCD音源化された。
- 2007年 - NHK大河ドラマ『風林火山』に上杉謙信役として出演。この時の経験により、大の謙信ファンとなる[注 1]。
- 2007年5月25日 - YOSHIKIらと新バンドS.K.I.N.を結成し、翌月より音楽活動を開始することを発表[18]。
- 2007年7月2日 - 6月20日にリリースした「RETURNER 〜闇の終焉〜」にて、自身初のオリコンシングルチャート初登場1位を獲得。
- 2007年11月14日 - 人民大会堂で行われた「日中国交35周年記念コンサート」に出演。日本語と中国語で「12月のLove song」を披露。
- 2008年4月23日 - ハリウッド映画『BUNRAKU』に、準主役として出演することが決定。
- 2008年7月31日 - VOCALOID2技術を用い、GACKTの声をベースとしたバーチャルボーカリストソフトウェア「がくっぽいど」が株式会社インターネットより発売される。
- 2009年6月 - 芸名をGacktからGACKTに変更。
- 2009年8月23日 - 『Animelo Summer Live 2009 -RE:BRIDGE-』に出演。さいたまスーパーアリーナにてアニメ、ゲーム主題歌を熱唱。
- 2009年11月5日 - 「NEMURI × GACKT PROJECT」発表。初主演舞台『眠狂四郎無頼控』の製作発表記者会見で実年齢を公表[19]。
- 2010年7月16日〜24日 - 自身のバンド「YELLOW FRIED CHICKENz」を従え、初となるロンドン・パリ・バルセロナ・ミュンヘン・ボーフムでのヨーロッパツアー【GACKT COMING TO EUROPE 2010 ATTACK OF THE“YELLOW FRIED CHICKENz”】を開催。
- 2011年3月12日 - Twitterのアカウントを取得。一ヶ月で60万人を越えるフォロワー数を獲得。翌13日には東北地方太平洋沖地震に際して著名人の友人（LUNA SEAのドラマー・真矢、泉谷しげる）らと共にSHOW YOUR HEART基金を設立し、被災地への救援を呼びかける。
- 2011年6月9日 - 新生YELLOW FRIED CHICKENzの活動を再開することを、ニコニコ動画の"禁級来日記者発表"で発表する。同時に新メンバーとワールドツアーの発表も行った。新メンバーにはドラムの SHINYA（真矢）(from LUNA SEA)、ボーカルのJON（from fade）、ギターのTAKUMI、ベースのU:ZO（ex RIZE）が加わり、ツインボーカル&トリプルギターの新編成となった。
- 2012年7月15日 - 10月2日 – GACKT原作・脚本・演出・主演舞台『MOON SAGA -義経 秘伝- 』を東京・名古屋・大阪・福岡にて開催。
- 2012年8月21日 – niconicoでブロマガ配信を開始。
- 2013年5月11日 - 7月7日 - 99年のソロデビューから現在に至るまで、14年のGACKTの歴史を振り返るベストツアー『BEST OF THE BEST Vol.I M/W』を開催した。
- 2013年12月26日 – 東京オペラシティコンサートホールでクラシックライブ『GACKT×東京フィルハーモニー交響楽団 華麗なるクラシックの夕べ』を開催[20]。翌2014年同日には第2回を開催している。
- 2014年8月8日 - 10月31日- GACKT原作・脚本・演出・主演舞台『MOON SAGA -義経 秘伝- 第二章』を東京・大阪・名古屋 他4都市の全7都市にて開催。
- 2015年7月1日 - 日本のTOP DJたちが楽曲をリミックスした『GACKTRACKS -ULTRA DJ ReMIX-』発売[21]。
- 2016年3月19日 - 7月3日 - 自ら「最後になる」と位置付けた『GACKT WORLD TOUR 2016 LAST VISUALIVE 最期ノ月 -LAST MOON- supported by Nestlé』を開催。
- 2017年12月26日 - 自身のブログを更新し、GACKT自身が仮想通貨事業（ICOプロジェクト「SPINDLE」）への参画の表明と同時に、本名を初めて公表した[22][23]。
- 2018年7月4日 - バースデーコンサート『GACKT's -45th Birthday Concert- LAST SONGS』を新木場スタジオコーストにて開催。映像・音源はBlu-ray・DVD発売の他、主要配信サイトから全世界に配信。
- 2019年7月1日 - 日本グロウンダイヤモンド協会のエグゼクティブオーガナイザーに就任。
- 2019年7月4日 -  4月25日 にソロデビュー20周年を迎え、バースデーコンサート『GACKT 20th ANNIVERSARY -46th Birthday Concert-』をパシフィコ横浜にて開催。
- 2020年1月1日 - YouTubeチャンネル『がくちゃん GACKT official YouTube』を開設[24]。
- 2020年1月11日 - ライブツアー『KHAOS』が大阪グランキューブより開催。
- 2020年1月15日第43回日本アカデミー賞優秀主演男優賞受賞。
- 2020年7月4日 - ニコニコ生放送GACKTチャンネルにて「GACKTと一緒に！日本一豪華なリモートバースデー！！」を実施。
- 2020年9月 - 株式会社ブシロードの新メディアミックスプロジェクト「ROAD59 -新時代任侠特区-」の主題歌をGACKTが担当する事が決定し、プロジェクト公式サイトではその主題歌を使用したプロジェクト紹介PVが公開された。
- 2021年1月 - 紀里谷和明が監督を務める新作「新世界」に、GACKTの出演が決定。
- 2021年4月15日 - GACKTの想いが詰まった「GACKT MALL」がオープン。
- 2021年9月8日 - 無期限の活動休止を発表[25]。8月6日に帰国した後「体調が悪い」と事務所に連絡し、その後容態が急変。一時は命にも関わる状態に陥った。体調が悪化した状況が数週間続いたが、その後は安定しているとのこと。しかし、重度の発声障害を併発し「声を発する仕事の続行は不可能」との診断を受けたため、活動の無期限休止を発表した[25]。主治医がいる海外に戻り、精密検査をした後活動再開に向けて治療に専念するとしている[25]。
- 2022年5月16日 - 公式Webサイトにて日常生活に支障がない程度に回復していることと年内に芸能活動を徐々に再開することを発表した[26]。
- 2022年6月17日 - イベントに出席し、約9か月ぶりに公の場に姿を現した[25][27][28]。
- 2022年10月1日 - 主演映画『翔んで埼玉』のフジテレビでの放送前にVTR出演し、芸能活動を再開し、同作の続編撮影も再開することを報告した[29]。
- 2022年11月1日 - ファンクラブが「GACKT ONLINE G&L MEMBERS CLUB」としてリニューアルオープン。

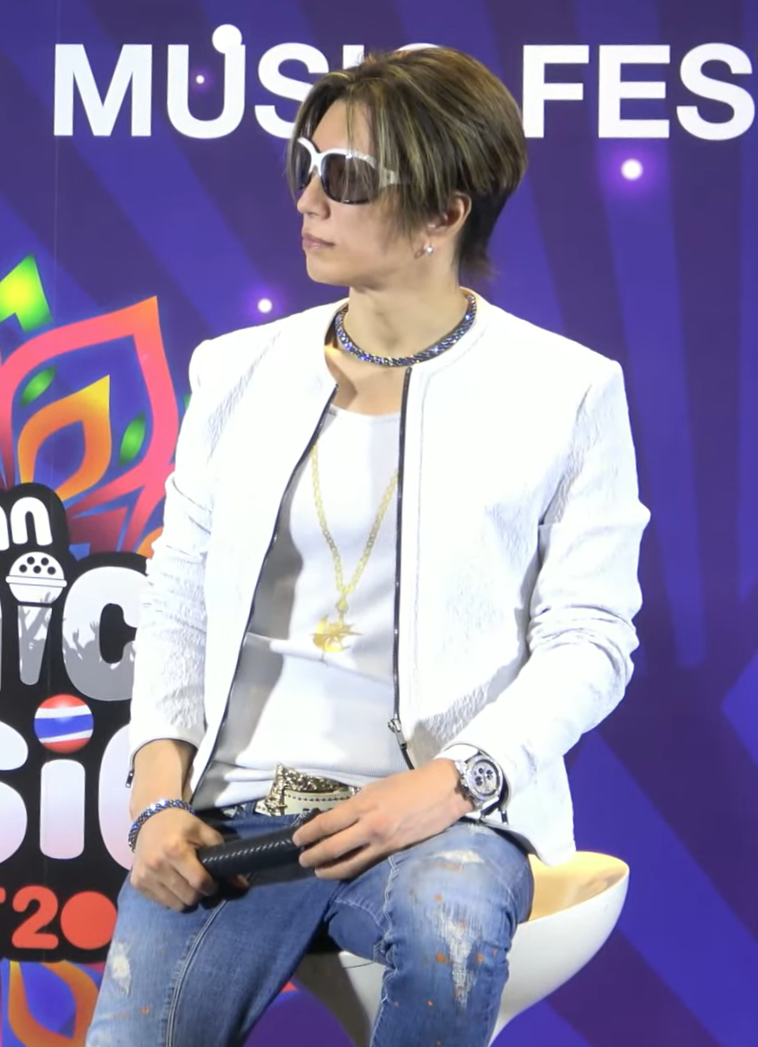
「Thai-Japan Iconic Music Fest 2023」に登壇したGACKT（2023年9月）

- 2023年2月 - 全世界で10億人以上が視聴した世界No.1オーディション番組の日本版、ABEMA「Japan's Got Talent」に審査員として出演。
- 2023年3月 - ツアー「GACKT LAST SONGS 2023 feat. K」を東京、大阪、福岡で開催。
- 2023年4月20日 - GACKT×上ノ国ワイナリーの共同事業として ワインを苗木から育てるGACKTワインプロジェクトを開始。
- 2023年7月 - N高等学校の新たなCMキャラクターとなり、新TVCMが7月3日から全国放送開始。
- 2023年7月4日 - 4年ぶりのBirthday Real Eventとして「GACKT ANNIVERSARY-大魔王生誕祭2023-」をウェスティンホテル東京にて開催。
- 2023年11月 - 病気のため更新停止していたYouTube「GACKTちゃんねる がくちゃん」を更新再開。
- 2023年12月23日 - 男性シングルまたは男女ペアのみが参加できるクリスマスイベント「ぶった斬りの GACKT スペシャル ！オトコだらけのクリッ...酒魔酒会！ノロケ倒してやり魔SHOW！！」を開催。
- 2024年7月4日 - 誕生日当日にGACKTを近い距離でお祝いできるHOTEL EVENT「GACKT -大魔王生誕祭2024-」をウェスティンホテル東京にて開催。YOSHIKIもサプライズで登場した。
- 2024年11月10日 - GACKT YELLOW FRIED CHICKENzが幕張メッセ国際展示場で開催された「氣志團万博2024 〜シン・キシダンバンパク〜」にて12年ぶりに復活。
- 2025年4月12日 - 5月11日 GACKTが様々なメディアで発信した⾔葉を厳選し、空間全体に⾔霊として展⽰する「GACKT 言葉の回廊展」を有楽町マルイで開催。
- 2025年4月13日「GACKT PHILHARMONIC 2025 - 魔王シンフォニー」ロックとオーケストラの融合世界を初開催。すみだトリフォニーホールにて。
- 2025年7月4日 -「魔王生誕饗宴2025」をウェスティンホテル東京にて開催。鬼龍院翔、相川七瀬もサプライズで登場。

## 人物
- 自らを“表現者”と称し、ミュージシャンという枠にとらわれない多才ぶりを発揮する個性派アーティスト。ヨーロッパ、アジア全域、アメリカに多くのファンを保有し世界中で活動を続ける。2019年にソロデビュー20周年を迎えた。
- 家庭教師の経験がある[30]。
- テコンドーの黒帯を有している。
- 日本語の他に英語、中国語(北京語)、韓国語、フランス語などが話せる。『12月のLove song』は4カ国語（日・英・中・韓）で発表している。
- 私生活では、自宅内にある道場でパーフェクトボディを維持すべく激しいトレーニングを行い、炭水化物を極力控えた食事を日に一度（基本的に夕食）のみとる。米については「ソロデビューした26歳の頃から食べていない」、「食べたい気持ちはあるが死ぬ時まで食べない」、「(人生最後は)米を食べて死にたい」と語る[31]。ただし、先述のコメント内容からも読み取れるように「むしろ、米は好きと述べている」と述べており、そもそも「一番好きなことをやめようと思って米を食べなくなった」という[32]。2024年1月に放送されたテレビ朝日系『芸能人格付けチェック』に出演した際も変わらず米を食べていないと明かしており、チャーハンの味比べのチェックでは本人の要望により米粒のみを試食した[33]。

### エピソード
- これまでに、CDシングル48枚とアルバム19枚をリリースし、男性ソロアーティストの『オリコンシングルランキングTOP10獲得作品数』において日本で首位の記録を持つ。
- 2001年から、4回連続でNHK紅白歌合戦に出場、密着取材の特別番組が組まれるなど、NHKとの結びつきは強い。2007年には、NHK大河ドラマ『風林火山』に準主役ともいえる上杉謙信役で出演した[34]。同年には、劇中の甲冑姿で撮影した写真集『龍の化身（NHK大河出演役としては局始まって以来の初の写真集）』が発売され、第58回NHK紅白歌合戦にも同じ姿で出演し、巨額の費用を投じて『風林火山』にちなんだ特別な演出を全額自己負担で施した。
- 『機動戦士ガンダム』の熱烈なファンで、『オールナイトニッポン』のパーソナリティだった頃、番組中でよく台詞を口にしていた他、横浜アリーナでの『オールナイトニッポン』でのイベント出演の際は、ファンからの呼びかけにより「ジーク・ジオン!」を連呼していた。それ以降もその他の番組内でガンダムが取り上げられた際にはアムロ・レイ、カイ・シデン、シャア・アズナブル、ギレン・ザビなどのモノマネをしばしば行っている。ガンダムはファースト（初代）を好み、「その後のガンダムは商業主義の副産物」と言い切ったこともある[35]。
- 2009年の『仮面ライダーディケイド』で主題歌を担当するが自分で作詞作曲しないということ、平成仮面ライダーに関する知識がなかったことなどから、当初は引き受けることには慎重な姿勢を見せていた。なお、同作主演の井上正大とは、プロモーションビデオでの共演を機に、プライベートでも交流を持つようになったという。劇場版『劇場版 仮面ライダーディケイド オールライダー対大ショッカー』とその主題歌のプロモーションビデオでは、ライダーマンに変身する結城丈二を演じる（実際に変身する描写はない）。この配役は、出演依頼を受けた際に「正大の背中を押せる役柄」を希望し、スタッフから提案されたもの[36]。
- 2015年9月4日、ブログマガジンを配信し、いつもサングラスをかけている理由は、目が弱いためであることを打ち明けた。光を調整する機能が壊れており、特に日差しの下だと光を取り込み過ぎて何も見えなくなるほどだと、悲観的ではなく軽い書き方で説明した[37][38]。
- まだ駆け出しで貧乏暮らしをしていたころ、当時の交際相手（歌手になる夢を応援してくれていた女性）に見栄をはり、食事をご馳走しようと高級レストランへ誘ったが、高額すぎてとても二人分は支払えないと悟り、女性だけに食事をさせたため、かえって泣かせてしまったという苦い経験を持つ。また、90年代に起きたCD不況の影響から、「男たるものしっかりとお金稼ぎができなくばだめ」という考えを持つようになった。加えて、30歳までは音楽活動と俳優業で多忙を極めたため、税金対策ともう少しゆっくりした時間を過ごしたいという気持ちから、クアラルンプールのセレブ街へ移住。現地では持ち前の知名度と語学力を生かして、富裕層向け不動産業などを営む実業家となっている。
- GACKTと二階堂ふみによるW主演の映画『翔んで埼玉』（2019年2月22日公開）は累計動員290万人、興行収入37億円を突破し空前の大ヒットとなり、第43回日本アカデミー賞にてGACKTが優秀主演男優賞を受賞し、映画としても最多12部門で優秀賞に輝いた[39]。同作品への出演について、オファー時には高校生役と聞いて即答で断ったが、原作者の魔夜峰央による指名と聞いて元々作品のファンだったことと、相手役の二階堂と一緒にならいい作品を作れるのではないかと思ったことから受けたと明かしている[40]。
- 2019年5月2日に放送されたフジテレビ系番組『直撃!シンソウ坂上SP』が、番組平均視聴率13.1%を記録し、同番組の最高を更新。番組内ではマレーシアでの生活を公開し、大河ドラマ『風林火山』で共演した緒形拳とのエピソードについて語った[41]。
- 調査会社が実施したWEB調査では10代〜60代の認知度が97%。SNSの登録者数もLINE 約170万人、Instagram 約111万人、X 約94万人、YouTube 約76万人、中国のWEIBO 約40万人と日々増え続けている。（2023年11月現在）2015年11月に開設したInstagramのアカウントには、日々のトレーニングや出来事について度々動画を投稿し、大人気を博している[42]。
- 芸能人格付けチェックには2009年より出演しているが、2015年までチームとして全問正解を達成。2016年にチームを組んだ北山宏光・中山優馬が4問目で誤答したことでチームとしての連勝記録は39でストップするものの、個人としてはその後も連勝を重ね、2025年現在は81連勝となっている（YOSHIKIも14連勝）。あまりにも連勝を重ねるため、彼とYOSHIKI（X JAPAN）のみ他の挑戦者とは別室での解答となり、正解発表も別々に行われるようになった。
- 株式会社BLACK STAR&CO.の仮想通貨「SPINDLE」には広告塔としてのみならずコアメンバーとして立ち上げ当初から関わり、仮想通貨を「世界から取り残されていく日本経済の唯一の手段」と公言していた[43]が、SPINDLEを運営するBLACK STAR&CO.の関係者が株主を務める会社が、過去に証券取引等監視委員会から登録取消処分を受けていたことが発覚し、さらに、そのBLACK STAR&CO.も無登録の仮想通貨業者であることが明らかになった[44]。GACKTは、2013年に高市早苗に紹介してもらうなど彼と親交のあった野田聖子総務相を通じて、金融庁にSPINDLEの取り扱いについて圧力をかけたとも報じられた[45]。その後SPINDLEの価値は暴落する一方で、GACKTは上場直後に7000万円を売り抜け、さらに代理店収入により10億円ほどの収入があったとされるが、記者の伊藤博敏は「ICOは新興宗教の世界と似ています。夢を売る世界で、GACKTを信じてみんなお布施をしました。そこで訴えても難しいでしょうね。それに仮想通貨はみんな下がりましたから、GACKT一人の責任ではないです。ただ、今回、（GACKTが「代理店になったほうがいいと思います。仮想通貨の販売手数料（コミッション）は異常で25％入るんです」とセミナーで語っていた）録音が出ましたから、それをもとにGACKTに勧誘されて騙されたと訴訟を起こす方法はあるのでしょうけれど、訴えてもお金が返ってくることが難しい」と語った[46]。

## 作品
スタジオ・アルバム
- Mizérable（1999年）
- MARS（2000年）
- Rebirth（2001年）
- MOON（2002年）
- Crescent（2003年）
- Love Letter（2005年）
- DIABOLOS（2005年）
- RE:BORN（2009年）
- LAST MOON（2016年）

## 出演

### テレビドラマ
- 生放送はとまらない!（2003年10月10日、テレビ朝日） - 本人 役
- 風林火山（2007年、NHK大河ドラマ） - 上杉謙信 役
- MR.BRAIN（2009年5月23日・30日、TBS） - 竹神貞次郎 役
- テンペスト（2011年7月 - 8月、NHK BSプレミアム） - 徐丁垓 役
- 戦国BASARA-MOONLIGHT_PARTY-（2012年7月 - 9月、毎日放送） - 織田信長 役
- 悪夢ちゃん（2012年10月 - 12月、日本テレビ） - 志岐貴 役
  - 悪夢ちゃんスペシャル（2014年5月2日）
- ガルーダの戦士ビマ（2013年11月17日・24日、インドネシアRCTI） - ノワール 役
- タイムスパイラル（2014年9月 - 10月、NHK BSプレミアム） - 辰巳愁夜 役
- ウイングマン 最終話（2024年12月25日、テレビ東京） - 帝王ライエル 役（声の出演）
- 新・暴れん坊将軍（2025年1月4日、テレビ朝日） - 徳川宗春 役[47]

### テレビアニメ
- 屍鬼（2010年7月 - 12月、フジテレビ） - 桐敷正志郎 役
- SKET DANCE（2011年4月 - 2012年9月、テレビ東京） - ダンテ 役
- 殿といっしょ（2010年・2011年、読売テレビ） - 上杉謙信 役[48]
- TRICKSTER -江戸川乱歩「少年探偵団」より-（2016年10月 - 2017年3月、TOKYO MX） - 怪人二十面相 役[49]

### その他テレビ番組
- 堂本兄弟（2001年4月 - 2003年3月、フジテレビ）（ギター&ピアノ）
- いま裸にしたい男たち 〜Gackt 僕の破片が見えますか?〜（2001年12月26日、デジタルBS Hi）
- CDTV 激動の上半期シングルTOP100&超豪華! 夏の歌すべて見せますSP（2002年7月17日、TBS）（浜崎あゆみと司会で共演）
- HERO'S HERO 〜Gacktが語る英雄伝説〜（2002年8月7日、NHK総合）
- 浜崎あゆみ&Gackt 夢のクリスマスショー（2002年12月24日、テレビ朝日）（浜崎あゆみと司会で共演）
- 芸能人格付けチェック（2009年・2010年・2012年 - 2021年、2023年、2024年、2025年、テレビ朝日）- 2011年・2022年は欠席（2023年は2022年冬のYOSHIKI(X JAPAN)同様、チームメイトなしの全問チェック）。
- 放熱の彼方〜尾崎豊 知られざる伝説〜（2011年3月20日、テレビ東京）（ナビゲート）
- ASIA VERSUS （2013年4月20日 - 9月14日、フジテレビ） （審査員）
- CHEF-1グランプリ2023（2023年10月22日、ABCテレビ・テレビ朝日系列）（国民代表審査員）

### ラジオ番組
- Gacktのラジオ黄金時代「喰われた羊羹と齧られた蜜柑」（1999年4月 - 1999年9月、JFN系）
- Gacktの@llnightnippon.com（2002年4月 - 2003年3月、ニッポン放送）
- GacktのFURACHIなオトコたち（2003年4月 - 2005年3月、ニッポン放送）

### 映画
- MOON CHILD（2003年4月19日、松竹、監督瀬々敬久） - ショウ 役・原案・脚本[50][51]
- 劇場版 仮面ライダーディケイド オールライダー対大ショッカー（2009年8月8日、東映） - 結城丈二 役[52]
- BUNRAKU (映画)（2010年・2012年1月14日劇場公開 、松竹） - ヨシ 役[53][54][55]
- ドラゴンエイジ -ブラッドメイジの聖戦-（2012年2月11日、TOブックス） - ナイトコマンダー 役[56][57]（声の出演）
- 悪夢ちゃん The 夢ovie（2014年5月3日、東宝） - 志岐貴 / 夢王子 役
- MAX THE MOVIE（2016年2月6日、 AppBank、監督山口雄大） - エニアック 役[58][59]
- カーラヌカン（2017年・2018年3月10日劇場公開、KATSU-do） - 主演・大山光 役[60][61][62]
- 翔んで埼玉（2019年2月22日、東映） - 麻実麗 役（二階堂ふみとダブル主演）[63]
  - 翔んで埼玉 〜琵琶湖より愛をこめて〜（2023年11月23日、東映）[64][65]
- コンフィデンスマンJP -プリンセス編-（2020年7月23日、東宝） - 客 役（友情出演）[66]
- もしも徳川家康が総理大臣になったら（2024年7月26日、東宝） - 織田信長 役[67]
- BLUE FIGHT 〜蒼き若者たちのブレイキングダウン〜（2025年1月31日、ギャガ / YOAKE FILM）[68] - 御堂静

### 吹き替え
- アーサーとミニモイの不思議な国（2007年、松竹） - マルタザール 役
- アーサーと魔王マルタザールの逆襲（2010年、松竹） - マルタザール 役
- サイレントヒル: リベレーション3D（2013年、プレシディオ） - トラヴィス・グレイディ 役（ピーター・アウターブリッジ） ※劇場公開版
- キングコング:髑髏島の巨神（2017年、ワーナー・ブラザース） - ジェームズ・コンラッド 役（トム・ヒドルストン）[69]

### 舞台
- 眠狂四郎無頼控（2010年5月14日 - 2011年2月27日） - 眠狂四郎 役（NEMURI × GACKT PROJECT）[70]
- MOONSAGA-義経秘伝（2012年4月27日 - 2012年6月10日、2012年9月26日 - 2012年10月2日） -（原作/脚本/演出/主演:GACKT 企画協力/衣装コンセプトデザイン:CLAMP）[71]
- MOONSAGA-義経秘伝- 第二章（2014年8月8日 - 2014年12月31日） -（原作/脚本/演出/主演:GACKT）[72]
- MOON SAGA 番外編「義経 熱血学園物語」〜第二章〜（2015年1月8日） -（原作/脚本/演出/主演:GACKT）

### イベント
- 謙信公祭（2007年、2008年、2010年 - 2013年、2015年8月開催、新潟県上越市） - 大河ドラマ「風林火山」で演じた上杉謙信役で出演。

### ネットドラマ
- 恋愛は必然である〜ドラマで分かる！新感覚恋愛法則〜（2014年、Bee TV） - ストーリーテラー 役
- 踊る大宣伝会議、或いは私は如何にして踊るのを止めてゲームのルールを変えるに至ったか。Season2[注 2]（2015年、ネスレシアター） - GACKT（本人） 役[73]

### その他ネット番組
- GACKT/井上正大インタビュー モッテコ書店 （2010年1月8日）
- シャープ エモパーmovie「エモ動」第2弾「emopa life story」[74][75]
- GACKTなゲーム！？ガメ先手ル！（2014年7月1日 - 2015年6月30日）
- GACKTなゲーム！？帰ってきたガメセンテル （2015年9月1日 - 2016年8月31日）
- GACKT【公式】チャンネル FRESH! （2017年7月4日）
- GACKT完全プロデュース!ヘッズアップポーカー"タイマン"（2017年9月23日、AbemaTV、司会）
- GACKTプロデュース！POKER×POKER〜業界タイマントーナメント（2018年5月5日 - 2019年11月14日、AbemaTV、司会）[76]
- ぶった斬りのGACKT！オマエのオノロケ聞いてヤリ魔SHOW!!（2023年6月8日 - 、ニコニコ生放送）

### OVA
- 新・北斗の拳 - セイジ 役[77]
- 殿といっしょ - 上杉謙信 役[78]
- SUPERNATURAL: THE ANIMATION - アンディ 役

### ゲーム
2000年代
- 武刃街（2003年、劉王羽）
- ダージュ オブ ケルベロス ファイナルファンタジーVII（2006年、G〈ジェネシス〉）
- クライシス コア ファイナルファンタジーVII（2007年、ジェネシス）

2010年代
- ドラゴンネスト（2010年、ベルスカード）
- 機動戦士ガンダム エクストリームバーサス（2010年 - 2016年、ex〈イクス〉 / ex-(DC)〈イクス デッドコピー〉） - 4作品
- 3594e -三国志英歌-（2014年、呂布）
- 戦国修羅SOUL（2015年、上杉謙信、戦国GACKT）
- 逆転オセロニア（2016年、魔天・ルエド）

2020年代
- クライシス コア -ファイナルファンタジーVII- リユニオン（2022年、ジェネシス）

### パチンコ
- CRスロぱちんこグラディエーターエボリューション（京楽産業.より発売されたタイアップ機。本人による完全撮り下ろしの映像とGacktの楽曲を多く使用している。）

### パチスロ
- バウンティキラー（山佐から発売されたパチスロ機のサウンドプロデューサーを務めている。また、当たり中に流れる曲の中に未発表曲の「Justified」が含まれている。なおこの2年後、コンピレーション・アルバム『ARE YOU "FRIED CHICKENz"??』にこの楽曲が初収録された。

### CM・広告
- キリンビバレッジ「FIRE」（2000年）
- コナミ「メタルギアソリッド2」（2001年）
- 資生堂「NEUE MENS」（2001年）
- UHA味覚糖「e-maのど飴」「Cケア」「ぷっちょ」「cucu」（2001年 - 2005年）
- 富士写真フイルム「フジカラー」（2002年 - 2003年）
- モンスターズ・インク - 映画のプロモーション（2002年）
- ドワンゴ「イロイロミックス」（2002年 - 2004年）
- たかの友梨ビューティークリニック（2002年 - 2006年）
- 立山酒造「銀嶺立山」（2002年 - 2003年）
- タイトー「武刃街」（2003年）- ナレーション
- ポッカコーヒー「Gacktの顔缶」
- ダイハツ「MOVE CUSTOM 星座編」（イメージソングにBLACK STONEを提供）
- オリエントコーポレーション「UPty」（2003年 - 2006年）
- フレッグインターナショナル「Executive Monthly」（2005年）
- 川口オートレース場
- 富士産業「Exsanas LIMUNUS.」
- 京楽産業.「SLO-PACHINKO GLADIATOR Evolutios」（2008年 - 2009年）
- TSUTAYA DISCAS ネット宅配レンタル（2009年）
- アサヒ飲料（2010年 - 2011年）
  - WONDA「新社会人の応援メッセージ編」
  - WONDA 金の微糖「男のゴールデンタイム編」
- ニコニコ動画「ニコニコ電話」（2011年）
- BeeTV 春の新キャンペーンCM（CMの主題歌「エガ、オーマイガ、ヘイタクシー!」を担当）
- スクウェア・エニックス「コールオブデューティ モダン・ウォーフェア3」 - ナレーション（2006年）
- ノートン「ノートン　360マルチデバイス」（2012年）
- Kissmark 「GACKT×Kissmark Rouge et Noir」（2012年 - 2013年）
- VARTIX「GACKT×VARTIX TVCM」
- ホクト「ホクトプレミアム霜降りひらたけ」（2014年 - 2015年）
- 日本スポーツ振興センター「BIG」（2015年）  西島秀俊と共演
- AGAスキンクリニック（2016年 - ）[82]
- リブート「GemCEREY G酵素プレミアム」
- スミフルジャパン「甘熟王ゴールドプレミアム」（2018年3月26日 - ） ※イメージキャラクター[83]
- オラクル美容皮膚科 - WebCM
- キリンビール「のどごし〈生〉」（2018年6月 - 2019年） ※公認テイスター[84][85][86]
- RIZIN - エグゼクティブオーガナイザー
- PLAYERUNKNOWN'S BATTLEGROUNDS （2019年 - ） ※ アンバサダー
- 日本グロウンダイヤモンド協会（2019年 - ） ※ エグゼクティブオーガナイザー
- ネスレ日本「ウェルネスアンバサダー」（2019年4月 - ）
- ロッテ「乳酸菌ショコラ」（2019年5月 - ）
- オリオンビール「オリオン ザ・ドラフト」（2020年9月2日 - ）[87][88]
- YOOZOO GAMES「三国志ブラスト-少年ヒーローズ-」（2020年10月 - ）
- 学校法人角川ドワンゴ学園「N高等学校」（2023年7月3日 - ）[89]
- しまむら「しまむら70周年大創業祭」（2023年10月24日 - ）- 「翔んで埼玉」とのコラボレーションCM
- フルキャスト（2024年7月18日 - ）[90]
- 日清焼そば（2024年11月15日 - ）
- ゲーム「シルバー・アンド・ブラッド」（2025年6月2日 - ）

### 新聞
- 学生新聞 ※表紙[91]

### NHK紅白歌合戦出場歴
| 年度/放送回               | 回 | 曲目                                                                     | 備考                                                        |
| ------------------------- | -- | ------------------------------------------------------------------------ | ----------------------------------------------------------- |
| 2001年（平成13年）/第52回 | 初 | ANOTHER WORLD                                                            |                                                             |
| 2002年（平成14年）/第53回 | 2  | 12月のLove song                                                          |                                                             |
| 2003年（平成15年）/第54回 | 3  | Last Song                                                                |                                                             |
| 2004年（平成16年）/第55回 | 4  | 君に逢いたくて                                                           |                                                             |
| 2007年（平成19年）/第58回 | 5  | RETURNER 〜闇の終焉〜 消え逝く武士（サムライ）への鎮魂歌（レクイエム）〜 | 後半トップバッター・NHK101スタジオからの歌唱・3年ぶりの出場 |

## ライブ・コンサートツアー

### 卒業式ライブ
「人の背中を押す事」こそ自分の使命と考え、13年間続いている卒業式でのサプライズライブや、慈善活動にも貢献。
中学校や高校の卒業式においてサプライズライブを開催し、楽曲「野に咲く花のように」を披露している。
2020年は、新型コロナウイルス感染拡大のため実施出来なくなり、代わりに3月13日のミュージックステーションに出演し、「野に咲く花のように」を披露した。

これまでの開催箇所は次の通り。
| 出席日        | 校名                               | 備考 |
| ------------- | ---------------------------------- | ---- |
| 2006年2月28日 | 兵庫県立舞子高等学校               |      |
| 2007年3月1日  | 長崎県立長崎北陽台高等学校         |      |
| 2008年3月1日  | 茨城県立佐竹高等学校               |      |
| 2008年3月18日 | 新潟県立高田高等学校               |      |
| 2011年3月1日  | 愛知県名古屋国際中学校・高等学校   |      |
| 2012年3月1日  | 宮城県東北高等学校                 |      |
| 2013年3月1日  | 山梨県大月短期大学附属高等学校     |      |
| 2014年3月14日 | 徳島県鳴門第一中学校               |      |
| 2015年3月2日  | 京都府立城南菱創高等学校           |      |
| 2016年3月5日  | 千葉経済大学附属高等学校           |      |
| 2017年3月18日 | 静岡県三島市立中郷西中学校         |      |
| 2018年3月5日  | 日本女子体育大学附属二階堂高等学校 |      |
| 2019年3月1日  | 北海道苫小牧南高等学校             |      |
| 2023年3月13日 | 栃木県河内郡上三川町立上三川中学校 |      |
| 2024年3月2日  | 長野県佐久長聖高等学校             |      |
| 2025年3月1日  | 北海道根室高等学校                 |      |

## 受賞歴・記録
- 2002年10月9日 - 第15回日本ベストメガネドレッサー賞サングラス部門を受賞。
- 2003年11月25日 - 第1回ベストきもの大賞を受賞。
- 2003年12月4日 - 第32回ベストドレッサー賞を受賞。
- 2004年12月4日 - ベスト・アジア・ロックアーティスト賞を日本人として初めて受賞。
- 2018年12月22日 - Weibo（微博）で活躍する日本人アーティストに贈られる「微博日本アクティビティアーティスト賞」を受賞。
- 「Asian Poker Tour 2017（APT2017）」2017年1月18日・19日マニラ大会7位、2017年03月27日韓国大会5位入賞 [103]
- 「World Series Of Poker 2018（WSOP2018）」2018年7月「The Little One for One Drop」において日本人最高位の133位入賞

- 2020年1月11日人志松本のすべらない話MVS獲得
- 2020年1月15日第43回日本アカデミー賞優秀主演男優賞受賞。

## コラボレーション商品
- 2013年1月17日 – 仙台伊達家御用蔵勝山酒造株式会社とのコラボレーション商品となる新日本酒「Chateau GACKT」3種類を発表[104]。
- 2017年9月27日 – 株式会社dazzyより本人がプロデュースするレディースファッションブランド「マーガレット ノクターン（MARGARET NOCTURNE）」を発表[105][106]。

## 著書
- 『自白』2003年9月、光文社
- 『MOON CHILD【鎮魂歌】レクイエム篇』2003年10月、角川書店。　2005年、文庫化。
- 『GACKTIONARY』 角川マーケティング(角川グループパブリッシング) 、2009年12月
- 『MOON SAGA 義経秘伝』2014年8月、講談社
- 『GACKTの 格゛言集 (ガクゲンシュウ)』2015年4月、宝島社
- 『OH!! MY!! GACKT!!』2017年7月、KADOKAWA
- 『GACKTの勝ち方』2019年8月、サンクチュアリ出版
- 『GACKT 超思考術』2021年1月、サンクチュアリ出版
- 『GACKTのドス黒いメンタリズム』2022年12月、サンクチュアリ出版
- 『GACKT敗戦記』2023年9月、NORTH VILLAGE
- 『自白Ⅱ』2023年11月、光文社[107]